# Sa Bình Bá
Sa Bình Bá (chữ Hán giản thể:沙坪坝区, Hán Việt: Sa Bình Bá khu) là một quận thuộc thành phố trực thuộc trung ương Trùng Khánh, Cộng hòa Nhân dân Trung Hoa. Quận này là trung tâm văn hóa nổi tiếng của Trùng Khánh, đây cũng là trung tâm thương mại của thành phố này. Ở đây có Đại học Sư phạm Trùng Khánh, Đại học Hành pháp Tây Nam, cơ sở của Đại học Ngoại ngữ Tứ Xuyên, Đại học Quân y Đệ tam Quân Giải phóng Nhân dân Trung Quốc.